# No Time to Die
No Time to Die è un film del 2021 co-scritto e diretto da Cary Fukunaga.
La pellicola è il sequel di Spectre (2015) e il 25º film della serie di film di James Bond, vede per la quinta e ultima volta Daniel Craig nei panni dell'agente segreto James Bond.

## Trama
La giovane Madeleine Swann assiste inerme all'omicidio di sua madre da parte di un misterioso uomo che indossa una maschera bianca, perpetrato per vendicare lo sterminio dei suoi genitori ad opera del padre di Madeleine, Mr. White. Dopo aver provato a nascondersi Madeleine fugge all'esterno, ma cade in un buco attraverso un lago ghiacciato e rischia di annegare: a salvarla è inaspettatamente lo stesso killer, che la risparmia per farla convivere con il dolore per la morte della madre.
Nel presente Madeleine si trova in vacanza a Matera, in Italia, con James Bond dopo la cattura di Ernst Stavro Blofeld e il ritiro dell'agente segreto. I due amanti partecipano ad un rituale locale in cui si scrive su un biglietto un segreto prima di bruciarlo. Il giorno dopo Bond si reca alla tomba di Vesper Lynd, unica donna che abbia mai amato oltre a Madeleine, e brucia il suo biglietto in cui le chiede di perdonarlo per aver trovato un nuovo amore. La tomba tuttavia esplode in faccia a Bond, che si salva miracolosamente, in un'imboscata tesa dagli assassini della Spectre guidati dal sicario Primo, ma Bond riesce a scappare insieme a Madeleine. Una volta soli, James accusa la donna, che ha ammesso di non potergli rivelare il suo segreto, di averlo ingannato e di essere un agente Spectre, e la lascia non senza amarezza.
Cinque anni dopo, uno scienziato dell'MI6 di nome Valdo Obruchev viene rapito da Primo dopo aver ricevuto ordini telefonici dal dottor Lyutsifer Safin, uno spietato bioterrorista. Bond, ritiratosi a vita privata a Port Antonio in Giamaica, viene contattato dal suo vecchio amico e agente della CIA Felix Leiter, che insieme al giovane collega Logan Ash gli chiede di aiutarlo a rintracciare Obruchev. Quella notte l'ex agente segreto viene rintracciato da Nomi, agente MI6 che gli è succeduta come nuovo 007, e scopre perché Obruchev è tanto ricercato dai servizi segreti: lo scienziato ha sviluppato il "Progetto Heracles", una bio-arma composta da nanobot, micro robot che si diffondono come un virus al tatto e sono codificati su specifici filamenti di DNA, in modo che siano mortali solo se programmati secondo il genoma della persona che si vuole eliminare. Dopo la visita, Bond contatta il suo ex superiore M e si arrabbia con lui, poiché il progetto Heracles era stato commissionato proprio dal governo britannico. L'ex agente segreto decide così di accettare la richiesta di aiuto fatta da Leiter.
Bond, Leiter e Ash volano a Cuba e incontrano l'agente locale Paloma, con cui Bond si reca ad un incontro segreto della Spectre per rintracciare Obruchev. La riunione tuttavia è una trappola architettata da Blofeld, che assiste alla riunione attraverso la protesi oculistica di Primo: Heracles viene spruzzato addosso a Bond, ma a sorpresa sono i leader della Spectre a morire poiché Obruchev ha impostato i nanobot sul loro DNA. Bond accompagna lo scienziato sulla barca di Leiter e lo interroga per capire chi ci sia dietro al massacro dell'organizzazione, ma improvvisamente Ash spara a Leiter, rivelandosi un agente di Safin. Il traditore fugge con Obruchev e affonda la nave dopo aver rinchiuso Bond e Leiter nella stiva: l'agente segreto riesce a salvarsi, ma il suo amico muore per le ferite riportate.
Tornato a Londra, Bond incontra M, che rifiuta di reintegrarlo per gestire il caso. Ad aiutare la spia ci pensano Bill Tanner, Moneypenny e Q, che rintracciano la prigione in cui è rinchiuso Blofeld e gli danno l'opportunità di parlare con lui. Safin nel frattempo incontra Madeleine, e le svela di essere l'assassino che la attaccò da bambina, e sotto ricatto viene costretta ad infettarsi con una variante di Heracles per uccidere un bersaglio specifico. Subito dopo la donna si reca nella prigione di Blofeld, essendo l'unica con cui ha voluto parlare nel corso della sua detenzione: qui incontra Bond dopo cinque anni, ma fugge inorridita dopo averlo sfiorato accidentalmente. L'ex agente segreto procede a parlare con Blofeld, ma questi invece di raccontargli informazioni utili gli rivela beffardamente di aver ordinato cinque anni prima l'agguato a Civita Lucana - l'esplosione della tomba di Vesper - per incastrare Madeleine, provocare la loro rottura e condannare la sua nemesi ad una vita solitaria. Bond tenta di strangolarlo, venendo trattenuto da Tanner e Nomi, ma il leader della Spectre muore comunque a causa di Heracles.
Intuendo che ad infettarlo è stata Madeleine, Bond la rintraccia nella sua casa d'infanzia in Norvegia. Una volta sul posto la spia scopre il segreto della sua ex, ovvero una figlia di cinque anni di nome Mathilde. Dopo aver dichiarato che la piccola non è figlia di lui, Madeleine gli racconta la storia di Safin: da ragazzo i suoi genitori, brillanti chimici specializzati nella creazione di veleni, furono assassinati da Mr White per ordine di Blofeld, trasformandolo in un freddo assassino in cerca di vendetta verso la Spectre e i suoi agenti. Attraverso Nomi, Bond viene a sapere che Logan Ash è nelle vicinanze e capisce che gli uomini di Safin li attaccheranno a breve. Dopo aver fatto fuggire Madeleine e Mathilde, la spia rimane indietro per affrontare gli inseguitori, riuscendo a sconfiggerli e ad uccidere Ash, ma l'attacco a tenaglia permette a Safin di catturare madre e figlia.
Con l'aiuto di Q, Bond e Nomi individuano Safin in una base della seconda guerra mondiale su un'isola tra Giappone e Russia, difesa da Primo e altri agenti disertori della Spectre. Usando un aereo, i due riescono ad arrivare sull'isola, dove scoprono dei giganteschi impianti per lo sviluppo di Heracles. Una volta separati, Bond viene catturato e portato al cospetto di Safin, che tiene in ostaggio Mathilde: affermando che entrambi sono uomini forgiati dalle loro perdite, il criminale rivela la sua intenzione di diffondere Heracles in tutto il mondo per creare una nuova società composta da superstiti al dolore come loro. La loro discussione viene tuttavia interrotta dall'intervento di Nomi, che dopo aver preso in ostaggio Obruchev lo uccide sabotando l'impianto. Riuscito a fuggire, Bond si ricongiunge a Madeleine e Mathilde, ma le fa fuggire con Nomi e rimane indietro per abbassare le difese dell'isola e permettere a dei missili inviati da M di distruggere il laboratorio e annientare Heracles.
Dopo aver ucciso Primo e gli scagnozzi rimasti, Bond riesce ad aprire il tetto della base, ma viene attaccato da Safin che, dopo aver riattivato le difese, ingaggia uno scontro con lui. L'agente segreto riesce a sconfiggere il suo avversario che tuttavia lo infetta con una fiala speciale: si tratta di una variante di Heracles impostata sui DNA di Madeleine e Mathilde. Sconsolato, Bond uccide Safin e riabbassa le barriere, ma, per proteggere le due, decide di rimanere sull'isola. Distrutta, Madeleine gli rivela telefonicamente di averlo sempre amato e gli conferma che Mathilde è sua figlia: consapevole di aver salvato nuovamente il mondo e le persone che ama, Bond può così morire in pace mentre i missili distruggono l'isola.
Nel quartier generale dell'MI6 si ritrovano M, Q, Moneypenny, Tanner e Nomi per un ultimo brindisi alla memoria di Bond. Madeleine nel frattempo porta Mathilde a Civita Lucana e inizia a raccontarle la storia di suo padre, l'uomo chiamato Bond, James Bond.

## Produzione

### Sviluppo
Nel dicembre 2015, a seguito delle reazioni contrastanti da parte di pubblico e di critica che il film Spectre aveva ricevuto, la produttrice del franchise Barbara Broccoli annunciò che la lavorazione di un quinto capitolo del reboot avviato nel 2006 con Casino Royale, sarebbe iniziata nel maggio 2016, dicendosi poi speranzosa di avere ancora una volta nel cast Daniel Craig nel ruolo di James Bond dato che l'attore britannico in quel periodo sembrava intenzionato a chiudere definitivamente con la saga, tanto che con parole sarcastiche durante un'intervista con Time Out aveva detto: «Mi taglierei le vene piuttosto che farne un altro», asserendo che in caso contrario lo avrebbe fatto per soldi. In merito a ciò la Broccoli aveva aggiunto: «Io spero di andare avanti con Daniel Craig. Credo che sia un attore grandioso, e ovviamente non lo penso solo io, ma anche il pubblico. Farò tutto ciò che è in mio potere per farlo restare.»
Lo sviluppo del venticinquesimo film della saga di James Bond, come previsto, iniziò nella primavera 2016, e nel gennaio del 2017 il co-produttore Michael G. Wilson svelò i primi dettagli sulla trama a cui gli sceneggiatori stavano lavorando per dare corpo a quello che sarebbe divenuto lo script della venticinquesima avventura cinematografica di 007, alle prese questa volta con una nuova minaccia globale. Nello specifico Wilson ha dichiarato: «Abbiamo appena iniziato a buttare giù qualche idea per il prossimo film. Ogni processo per lo script inizia quando ci poniamo la domanda: "Di cosa ha paura il mondo adesso?" Nel caso di Spectre il tema era il monitoraggio e l’utilizzo di informazioni globali. Così ora stiamo cercando di scoprire che cosa sarà rilevante nei prossimi anni. Abbiamo sempre voglia di fare qualcosa di nuovo con il personaggio e vedere Bond in situazioni sempre nuove. Il pubblico si aspetta qualcosa di nuovo ogni volta! Ci aiuta guardare ai romanzi di Ian Fleming, possono essere di grande ispirazione…».
Nei mesi di luglio e agosto 2017 il Daily Mirror diffuse delle prime indiscrezioni sul film riguardanti le location e il cast: la prima era che il film sarebbe stato girato in Croazia, nella città di Ragusa, poi nel sud della Francia e infine in Giappone; la seconda invece, oltre che su un possibile ingresso di Cara Delevingne come nuova Bond Girl, sul ritorno di Christoph Waltz (alla fine presente anche in questo capitolo) e Dave Bautista nei rispettivi ruoli di Ernst Stavro Blofeld e del sicario Mr. Hinx apparsi nella pellicola precedente. Riguardo a un suo eventuale ritorno nei panni di Hinx, l'attore ed ex wrestler americano in un'intervista con Metro.co.uk aveva detto: «Credimi, ne stiamo parlando molto. Stiamo aspettando a casa con le dita incrociate. Stiamo aspettando la notizia di vedere se Daniel tornerà per il prossimo film di Bond, perché poi c’è una possibilità che tornerà anche Hinx.»
Come aveva promesso, dopo aver trascorso una lunga pausa dal franchise, Daniel Craig accettò nuovamente di ritornarvi grazie a un compenso economico che, secondo The Telegraph, si aggirava attorno ai 150 milioni di dollari. Per la lavorazione di questo film, Barbara Broccoli pensò inizialmente di riavere nel team creativo non solo Craig come 007, ma anche di coinvolgere per la seconda volta la cantante britannica Adele nella realizzazione della colonna sonora per i titoli di testa della pellicola. Riguardo a ciò, la Broccoli disse: «Craig e Adele, insieme, sono la squadra vincente, l’idea migliore per fare soldi. Ci è voluto del tempo ma Daniel è venuto nei nostri uffici dando il consenso. Il signor Craig sarà nuovamente 007. Quanto a Adele, non sappiamo ancora nulla, ma ama essere parte di Bond, quindi i segnali sono positivi».
Nel dicembre 2017, anche l'attore e regista britannico Kenneth Branagh si mostrò interessato a partecipare al progetto come interprete del nuovo villain della pellicola, affermando che a ispirarlo in tale scelta sarebbe stata nientedimeno che l'interpretazione magistrale di Javier Bardem nei panni di Raoul Silva in Skyfall. Riguardo alla sua candidatura per il ruolo di antagonista, che in passato si era già confrontato con questo genere di parte in un altro film di spionaggio di cui aveva curato anche la regia, ossia Jack Ryan - L'iniziazione, Branagh aveva dichiarato: «Credo che per un attore sia sempre fantastico un ruolo del genere. Sono un profondo conoscitore dei villain di James Bond, ma non è un ruolo facile. Il pubblico vuole la massima complicazione possibile e i villain di Bond sono sempre stati shakespeariani».
Nello stesso periodo, ulteriori notizie sul progetto riportarono che il nuovo film della saga avrebbe tratto ispirazione dal romanzo del 2001 I sogni non uccidono di Raymond Benson dove James Bond, sullo sfondo di una missione a Cannes, se la sarebbe vista con una setta criminale francese chiamata "L'Unione" guidata da un villain cieco capace di prevedere nel sonno la futura morte di ogni persona. Alla diffusione della probabile sinossi, venne svelato anche che la pellicola avrebbe avuto come titolo Shatterhand, che più avanti viene smentito dalla produttrice Barbara Broccoli in un post sulla pagina Instagram della saga il 7 marzo 2019.
In seguito altri titoli come Eclipse e A Reason To Die erano stati ipotizzati per il film. A maggio 2019, dopo che Phoebe Waller-Bridge era stata ingaggiata per modificare la sceneggiatura su richiesta di Daniel Craig, il Daily Mail riporta che il nuovo film avrebbe esplorato la tematica dell'Ingegneria genetica e che Rami Malek, scelto per la parte del villain principale, si sarebbe consultato con degli esperti di genetica per prepararsi al ruolo. In merito a questo la fonte ha commentato: «La premessa del film è la guerra genetica, il che è affascinante, ma si deve rendere il tema accessibile, Per questo Phoebe [Waller-Bridge] è stata assunta. È riuscita in qualche modo a rendere tutto sensato». Il 20 agosto 2019 viene ufficializzato che il titolo del film sarà No Time to Die, reso noto in un breve filmato di 30 secondi pubblicato su YouTube dalla casa di produzione della pellicola.

#### Acquisizione dei diritti
Il contratto della Sony Pictures con la Metro-Goldwyn-Mayer e EON Productions per la co-produzione dei film di James Bond era scaduto con Spectre; nell'aprile 2017, Sony Pictures, Warner Bros., 20th Century Fox, Universal Pictures, e Annapurna Pictures entrarono in competizione d'offerta per l'acquisizione dei diritti di distribuzione. Alla fine la MGM si era assicurata successivamente i diritti televisivi nazionali, digitali e mondiali del film attraverso la casa di distribuzione United Artists, mentre la Universal Pictures si era aggiudicata la distribuzione internazionale.

### Regia

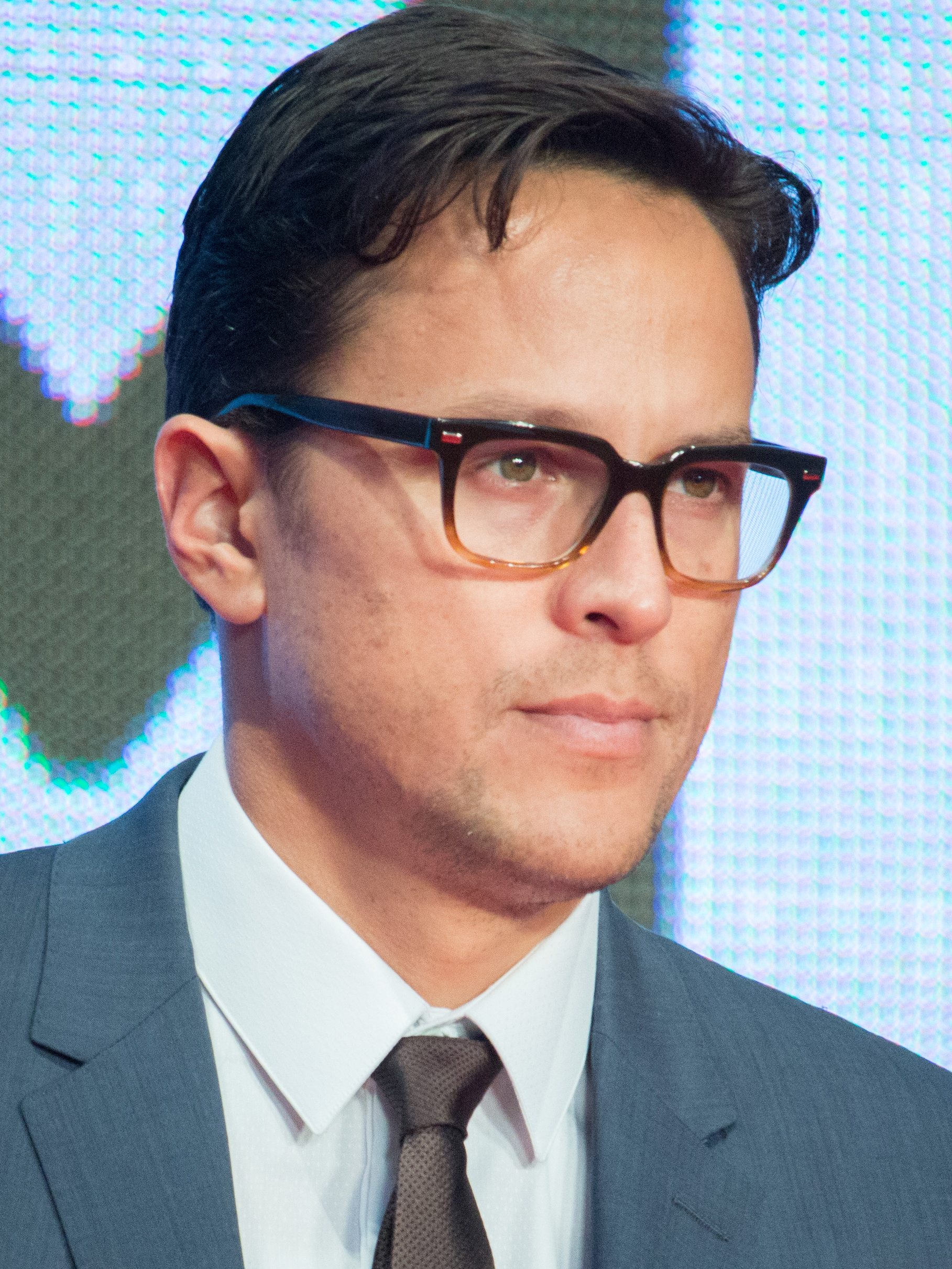
Cary Fukunaga, regista di No Time to Die

Dopo l'addio di Sam Mendes alla regia del franchise, Christopher Nolan fu accostato, come per Spectre, alla direzione del nuovo capitolo in quanto fan della saga. Riguardo a ciò Nolan aveva dichiarato a BBC Radio 4 che non sarebbe stato lui a dirigere la pellicola, non escludendo però la possibilità di volerlo fare in futuro (lo stesso Nolan, a più riprese, ha affermato in varie interviste di aver visto i film della saga, asserendo inoltre di aver preso ispirazione da parti di trama del film Agente 007 - Al servizio segreto di Sua Maestà per la scrittura del suo blockbuster Inception e di essersi ispirato al film La spia che mi amava per la regia del suo film Tenet).
Nel 2016, ancora prima che Daniel Craig confermasse il suo ritorno per la quinta volta nel ruolo del protagonista, Susanne Bier era stata vociferata come possibile regista del film insieme all'attore Tom Hiddleston come nuovo volto cinematografico della spia britannica al posto di Craig. Nel maggio 2017 Paul McGuigan fu considerato dalla produzione per dirigere il film e due mesi dopo anche Yann Demange, David Mackenzie e Denis Villeneuve; quest'ultimo, a novembre dello stesso anno, aveva dichiarato che non avrebbe diretto la pellicola per dare priorità alla regia di Dune, nuovo adattamento dell'omonimo romanzo già portato in scena nel 1984 da David Lynch.
Nel febbraio 2018 diversi rumor riportati dai media vedevano la MGM intenzionata ad affidare la direzione della pellicola al regista britannico premio Oscar Danny Boyle. Il mese seguente Boyle conferma la veridicità delle voci e il suo coinvolgimento nella regia del film, che viene poi ufficializzato dalla stessa MGM e dai produttori della pellicola il 25 maggio 2018. Il cineasta di Trainspotting, che nel 2012 aveva già lavorato con Daniel Craig nel ruolo di James Bond nel cortometraggio Happy and Glorious per i Giochi della XXX Olimpiade, avrebbe diretto il film su una sceneggiatura scritta dal suo storico collaboratore John Hodge la cui trama si sarebbe incentrata su una moderna guerra fredda con la Russia. Dato il soggetto della storia, il casting iniziale del film prevedeva la ricerca e l'ingaggio di tre attori di età compresa fra i 30 e i 60 anni, principalmente un uomo e una donna di nazionalità russa e un uomo di discendenza maori, che con determinati requisiti sarebbero stati poi selezionati per interpretare rispettivamente i ruoli del villain principale, della Bond Girl e del tirapiedi al servizio dell'antagonista. La data di inizio della lavorazione del film viene fissata per dicembre 2018 con una data d'uscita cinematografica a ottobre 2019.
Ma ad agosto 2018, quattro mesi prima del previsto inizio delle riprese, Danny Boyle lascia la regia per divergenze creative con l'attore protagonista e i produttori dovute, secondo il Telegraph, non solo alla tematica che Boyle e Hodge avevano pensato per il film, ma anche alla decisione del regista di voler affidare la parte del villain principale a Tomasz Kot, attore polacco che in quel periodo aveva recitato in Cold War, film ambientato nella Polonia degli anni cinquanta. Si vocifera parimenti che il regista avesse l'intenzione di far morire James Bond tra le braccia della Bond Girl Lea Seydoux, in modo da lasciare così il campo libero per l’arrivo di un nuovo agente 007 in futuro. A seguito dell'esperienza durata tre mesi vissuta sul set, durante un'intervista il regista britannico ha detto: «Ho imparato la lezione, non sono tagliato per qualcosa che sia fuori dal mio territorio, sono più bravo con i film che non sono franchise commerciali, ecco la verità». A tale dichiarazione, il regista ha poi aggiunto: «Stavamo lavorando molto bene, ma hanno preferito scegliere un'altra strada rispetto alla nostra, perciò abbiamo deciso di sciogliere il nostro rapporto». Nonostante questo però, Boyle ha espresso ugualmente interesse a lavorare con lo stesso team creativo in futuro, purché in progetti diversi e slegati completamente dalla saga.
Successivamente al ritiro di Boyle come regista, altri nomi, fra i quali Edgar Wright, Jean-Marc Vallée, Bart Layton e S.J. Clarkson, vennero considerati per sostituirlo. Nel settembre dello stesso anno viene annunciato che Cary Fukunaga avrebbe diretto la pellicola al posto di Boyle, diventando il primo regista americano nella storia della saga a dirigere un film di James Bond. Fukunaga era stato precedentemente considerato per la direzione di Spectre prima che Mendes fosse riconfermato dopo Skyfall. Indipendentemente da ciò, Fukunaga aveva espresso a Barbara Broccoli e Michael G. Wilson interesse per la regia di un futuro film di 007.

### Sceneggiatura
Nel mese di marzo 2017, gli sceneggiatori Neal Purvis e Robert Wade, che avevano realizzato tutti gli script dei film di Bond a partire da Il mondo non basta, erano stati avvicinati per scrivere la sceneggiatura prima che subentrasse John Hodge dopo l'ingaggio di Boyle come regista. Dopo la dipartita di Boyle dal progetto, Purvis e Wade furono richiamati a lavorare a una nuova sceneggiatura con Fukunaga a settembre 2018. Lo sceneggiatore di Casino Royale e Quantum of Solace Paul Haggis realizzò una riscrittura non accreditata a novembre 2018, cosa che fece anche Scott Z. Burns a febbraio 2019. Su richiesta di Craig, l'autrice e creatrice della serie tv Killing Eve Phoebe Waller-Bridge rimaneggiò la sceneggiatura nell'aprile 2019. Waller-Bridge è la seconda sceneggiatrice a lavorare a un film su Bond dopo Johanna Harwood, che aveva co-scritto Agente 007 - Licenza di uccidere e A 007, dalla Russia con amore. All'evento di lancio di Bond 25, riguardante il movimento Me Too, Barbara Broccoli ha affermato che l'atteggiamento di Bond nei confronti delle donne si muoverà con i tempi e che i film dovrebbero riflettere su ciò. In un'intervista separata, la Waller-Bridge ha sostenuto che Bond era ancora rilevante e che «ha bisogno di essere fedele a questo personaggio», suggerendo invece che i film dovevano crescere ed evolversi, sottolineando l'importanza che il film tratti correttamente le donne.

### Cast

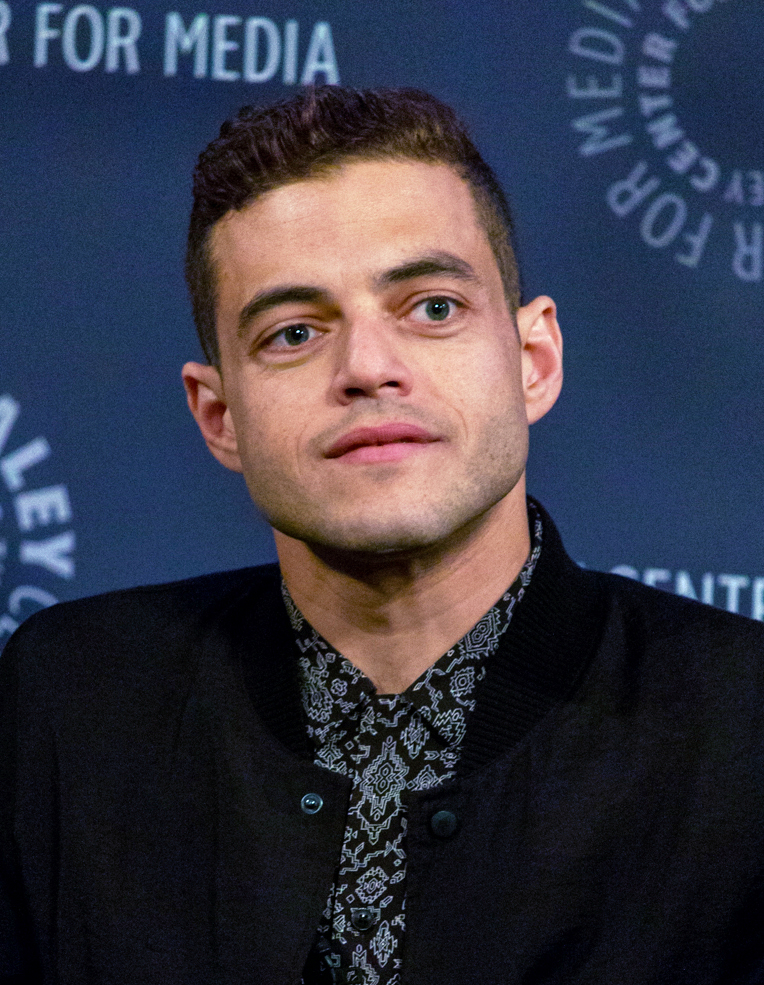
Rami Malek interpreta Lyutsifer Safin, l'antagonista principale del film che a detta del regista è un personaggio più pericoloso, più furbo e più potente della SPECTRE

- Daniel Craig è James Bond, ex agente 007 ritiratosi dal servizio segreto britannico dopo gli eventi di Spectre.
- Rami Malek è Lyutsifer Safin, antagonista principale del film. È un criminale dal volto sfigurato nonché sinistra figura legata al passato di Madeleine dalla quale brama vendetta. La produttrice Barbara Broccoli ha definito Safin un «supercattivo capace di insinuarsi in modo viscerale in Bond». Malek invece descrive il personaggio «come uno di quei cattivi che si vedono come un eroe». Craig, che interpreta 007, dipinge l'antagonista come uno che si crede di essere un «salvatore dell'umanità»[38]. Durante il periodo di Boyle come regista del film, prima di Malek, gli attori considerati per il ruolo di villain furono Helena Bonham Carter[39], Mark Strong[40] e Saïd Taghmaoui[41].
- Léa Seydoux è Madeleine Swann, psicologa e interesse amoroso di Bond.
- Lashana Lynch è Nomi, il nuovo agente 00, entrata in servizio attivo dopo il ritiro di Bond. Riguardo al rapporto del suo personaggio con quello interpretato da Craig nel film, Lynch ha detto: «È in evoluzione. Li vedi che all’inizio sono due persone molto diverse che devono lavorare insieme in un modo in cui non hanno mai fatto prima, ma, col tempo, dalla turbolenza si passa all’amicizia e al rispetto. Lui impara molto da lei e lei impara sicuramente molto dall’esperienza di lui»[42].
- Christoph Waltz è Ernst Stavro Blofeld, arcinemico e fratello adottivo di Bond a capo dell'organizzazione criminale Spectre ora sotto custodia dell'MI6. Riguardo al ritorno dello storico villain nella pellicola, Fukunaga ha detto: «Blofeld è un personaggio iconico in tutti i film di Bond. Qui è in prigione, ma sicuramente non può essere sconfitto definitivamente, giusto? Quindi cosa potrebbe fare da lì e quali piani nefasti e sadici ha in mente per James Bond e il resto del mondo?»[43]
- Ben Whishaw è Q il responsabile del Settore Q; ha il compito di fornire a Bond il suo equipaggiamento.
- Ana de Armas è Paloma, un'agente della CIA che aiuta Bond. L'attrice ha descritto il suo personaggio come "irresponsabile" e "vivace" e ha un ruolo chiave nella missione di Bond.
- Naomie Harris è Eve Moneypenny, assistente di M e alleata di Bond.
- Jeffrey Wright è Felix Leiter, amico e alleato di Bond alla CIA.
- Ralph Fiennes è Gareth Mallory/M, capo dell'MI6 e comandante di Bond.
- Dali Benssalah è Primo, un avversario dotato di un occhio bionico che Bond incontra per la prima volta a Matera.
- David Dencik è Valdo Obruchev, uno scienziato di cui Bond indaga la scomparsa.
- Billy Magnussen è Logan Ash, un agente della CIA che entra in conflitto con Bond, invece di dargli supporto su incarico di Leiter.

Oltre ai nomi dei sopracitati attori, era anche previsto un cameo della cantante e attrice Grace Jones, interprete della bond girl May Day nel film 007 - Bersaglio mobile (1985). Tuttavia l'artista giamaicana abbandonò il set infuriata subito dopo aver scoperto di dover recitare solo poche battute.

#### Casting
Il cast del film è stato annunciato in diretta streaming il 25 aprile 2019 presso la tenuta Goldeneye di Ian Fleming in Giamaica, evento che ha segnato l'inizio della produzione della pellicola.
A ottobre 2017 Daniel Craig ha confermato il suo ritorno nei panni dell'agente 007. Nel dicembre 2018, Fukunaga ha rivelato in un'intervista che Ben Whishaw, Naomie Harris e Ralph Fiennes avrebbero ripreso i loro ruoli nel film, non escludendo un possibile ritorno di Christoph Waltz nei panni di Blofeld. Fukunaga ha anche rivelato che Léa Seydoux riprenderà il ruolo di Madeleine Swann, rendendola la prima protagonista femminile ad apparire nei successivi film di Bond. Rory Kinnear ritorna nel ruolo Bill Tanner, così come Jeffrey Wright in quelli di Felix Leiter. Per Wright si tratta della sua terza apparizione nella serie dopo Casino Royale e Quantum of Solace diventando il primo attore a interpretare Felix Leiter per tre volte.
Al cast si sono uniti anche Ana de Armas, Dali Benssalah, David Dencik, Lashana Lynch, Billy Magnussen e Rami Malek, quest'ultimo annunciato nel ruolo del cattivo del film. Malek ha rivelato in un'intervista che il suo personaggio non sarebbe stato collegato a nessuna religione o ideologia.
Il casting di Waltz nei panni di Blofeld non è stato annunciato al lancio della stampa, ma è stato rivelato nel trailer del film nel dicembre 2019.

### Riprese
La produzione doveva iniziare il 3 dicembre 2018 ai Pinewood Studios, ma le riprese sono state rinviate ad aprile 2019 dopo l'abbandono di Boyle come regista.

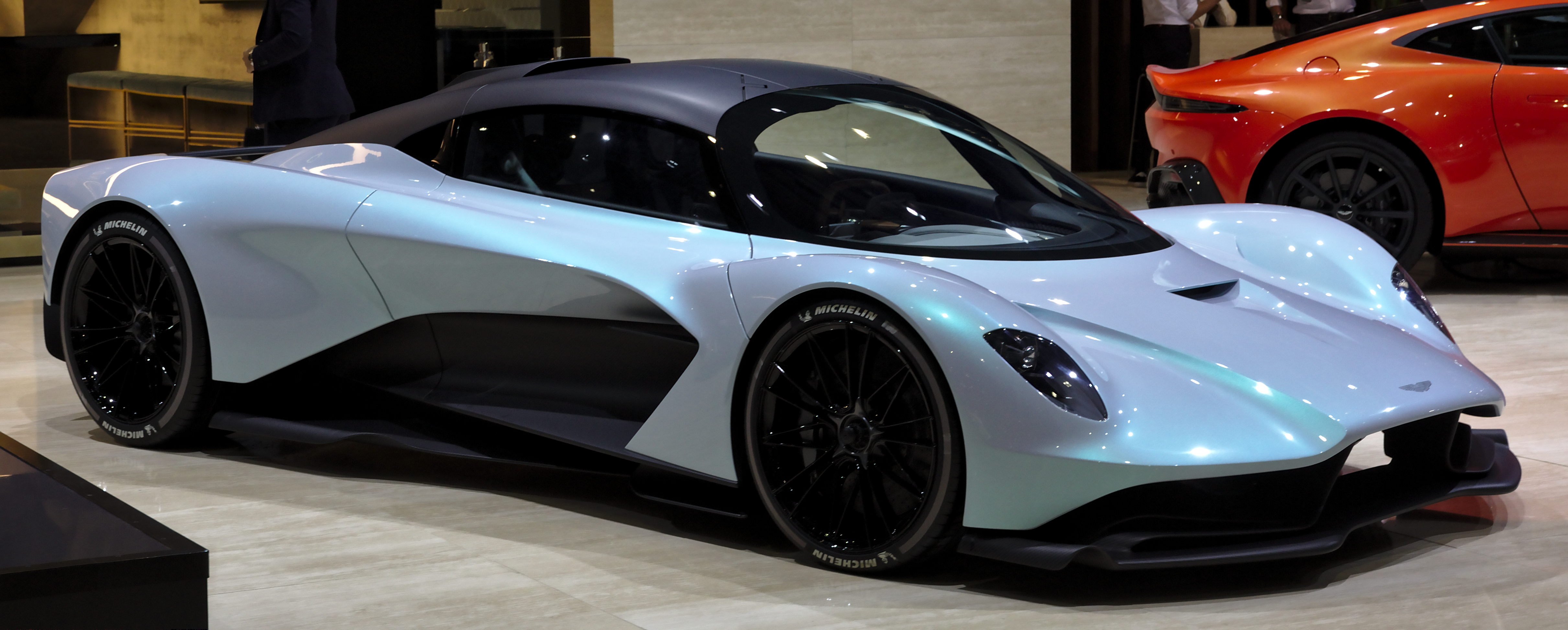
L'Aston Martin Valhalla è una delle vetture presenti nel film

Le location delle riprese includevano Italia, Giamaica, Norvegia e Londra, oltre ai Pinewood Studios. Inoltre, le scene sono state girate alle Isole Faroe alla fine di settembre 2019. La produzione è iniziata a Nittedal, in Norvegia, con la seconda unità che ha ambientato le scene in un lago ghiacciato. Le riprese principali erano iniziate il 28 aprile 2019 a Port Antonio, in Giamaica. Daniel Craig ha riportato un infortunio alla caviglia a maggio durante le riprese in Giamaica e successivamente ha subito un piccolo intervento chirurgico. La produzione fu ulteriormente interrotta quando un'esplosione controllata danneggiò i Pinewood Studios e lasciò un membro della troupe con lievi ferite. La produzione è tornata in Norvegia nel giugno 2019 per girare una sequenza chiave lungo la Strada dell'Atlantico con una Aston Martin V8 Vantage. La società automobilistica inglese ha anche confermato che i modelli DB5, DBS Superleggera e Valhalla saranno presenti nel film. La produzione è poi tornata nel Regno Unito, dove sono state girate scene di Craig, Fiennes, Harris e Kinnear in giro per Londra, tra cui Whitehall e Hammersmith.
Nel luglio 2019, le riprese si sono svolte nella città di Aviemore e nell'area circostante del Parco nazionale di Cairngorms in Scozia. Alloggi temporanei per la troupe di produzione di circa 300 persone furono costruiti in un parcheggio in città. Alcune scene sono state girate anche alla Ardverikie House Estate e sulle rive del Loch Laggan, appena fuori dal parco. Ci sono state ulteriori riprese a Buttersteep Forest, Ascot, durante l'agosto 2019.
Tra luglio e agosto la seconda unità ha fatto tappa nel Sud Italia, dove sono stati allestiti i set tra cui una stanza d’albergo e un finto cimitero e girato le scene con stuntmen e controfigure di Daniel Craig. La prima unità a settembre è giunta in Italia dove ha girato molte scene tra cui inseguimenti in Aston Martin DB5 per le vie del centro storico di Matera, e un incredibile salto dal Ponte Acquedotto Madonna della Stella a Gravina in Puglia, cittadina pugliese che successivamente ha polemizzato con la produzione per non essere stata citata nei titoli di coda.
Le riprese italiane sono proseguite a Sapri alla stazione ferroviaria e a Maratea al canale di Mezzanotte. La fusione di queste quattro location darà vita alla fittizia città di "Civita Lucana" per il film.
Le riprese principali della pellicola si sono concluse il 25 ottobre 2019. Due mesi dopo, il 20 dicembre 2019, il regista Cary Fukunaga effettua ulteriori riprese.

## Colonna sonora

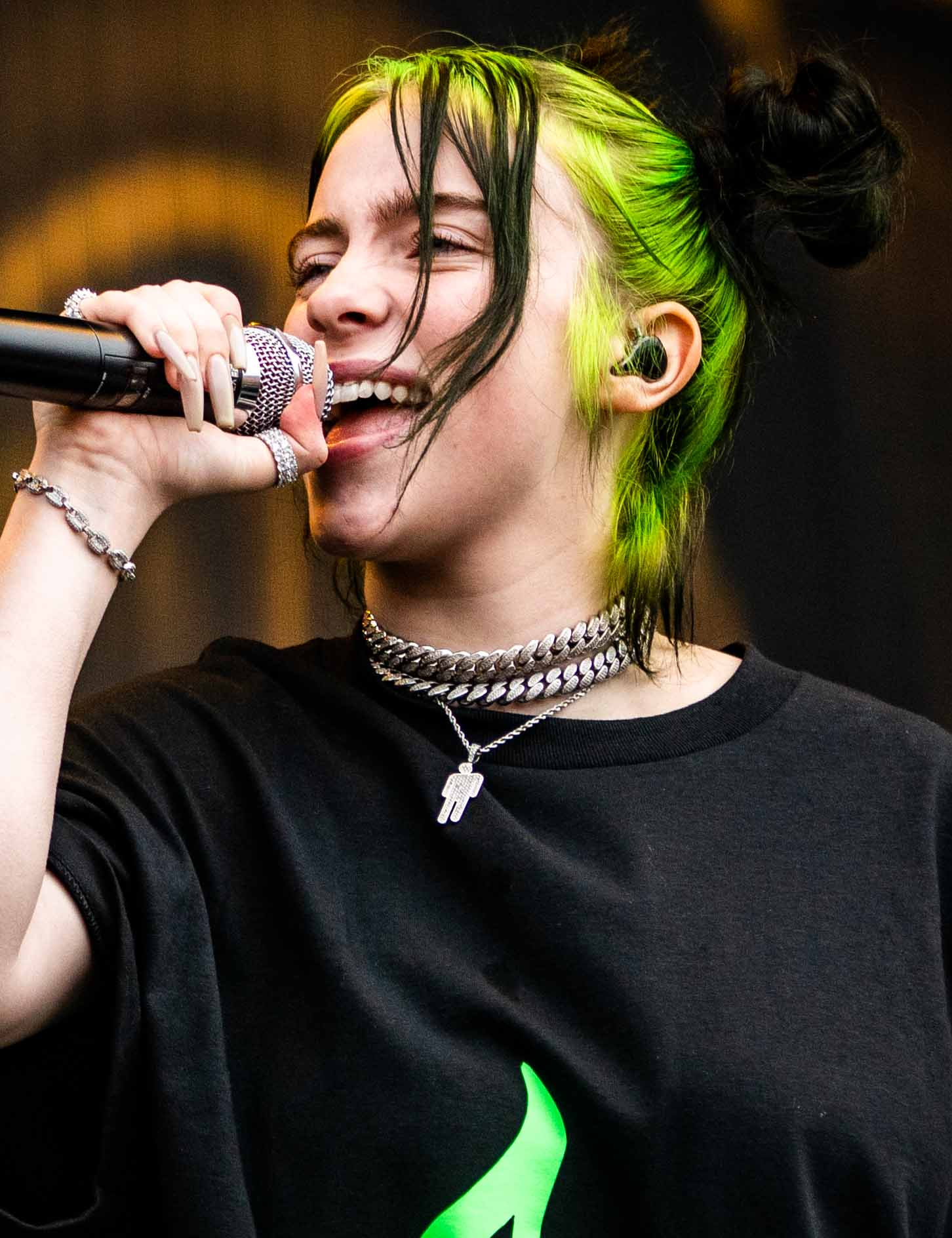
Billie Eilish ha interpretato il brano No Time to Die che accompagna i titoli di testa, scritto insieme al fratello Finneas O'Connell

La colonna sonora del film è composta da Hans Zimmer, qui al suo esordio nella serie dopo le passate esperienze professionali con il franchise della Disney Pirati dei Caraibi e la Trilogia del cavaliere oscuro. Originariamente il compito era stato affidato a Dan Romer, già collaboratore del regista alle musiche della serie tv Maniac, ma dopo cinque mesi di lavorazione, Romer abbandonò l'incarico per divergenze creative con la EON Productions.
Il tema principale, No Time to Die, è interpretato dalla cantante statunitense Billie Eilish ed è stato scritto insieme al fratello Finneas O'Connell. Il brano viene pubblicato il 14 febbraio 2020 a un mese esatto dell'ingaggio dell'artista di Bad Guy come interprete della canzone.
Prima di Billie Eilish, gli artisti inizialmente considerati per cantare il tema della pellicola furono Dua Lipa (della quale si era perfino vociferata la realizzazione di un video musicale ambientato a Matera con protagonista la cantante britannica in giro per la città dei Sassi), e Ed Sheeran; quest'ultimo nel 2017 aveva dichiarato di aver scritto tre anni prima un brano per un eventuale film di Bond, asserendo che la canzone era molto buona e di averla messa da parte «nel caso in cui fosse servita».
Nel novembre 2019, alcuni mesi dopo la rivelazione del titolo del film, il cantautore britannico Tom Walker, avendo fortemente apprezzato Skyfall di Adele, aveva espresso con entusiasmo l'interesse nel voler realizzare il brano della pellicola, affermando che «se mi avessero invitato a farlo, avrei dato il massimo».
Il 10 gennaio 2020, la cantante Beyoncé è stata al centro di un rumor che la vedeva coinvolta nell'imminente interpretazione del singolo: uno scatto condiviso su Instagram, che la immortalava mentre sorseggiava un Martini durante la serata della 77ª edizione dei Golden Globe Awards, era stato interpretato come un indiretto annuncio dell'artista alla partecipazione del progetto musicale, smentito quattro giorni dopo dalla notizia dell'assunzione di Billie Eilish. Curiosamente, tre anni prima, durante la pre-produzione del film, il nome della pop star americana era stato il primo di cui si vociferava in relazione alla canzone della pellicola, al punto che la stessa Beyoncé, ancor prima di incontrare i produttori, si era consultata con Adele su come poter scrivere e cantare il tema principale, dato che nei primi anni 2000 aveva già prestato le sue doti canore nei film di genere spionistico con Charlie's Angels e Austin Powers in Goldmember.
Nella scena finale durante il viaggio in auto e nella scena iniziale a Matera appena Bond dice la frase "abbiamo tutto il tempo del mondo" si sentono le note strumentali di We Have All the Time in the World, brano di Louis Armstrong già presente nella colonna sonora del sesto capitolo della saga Agente 007 - Al servizio segreto di Sua Maestà. La canzone si sente anche nei titoli di coda.

## Distribuzione
Il film sarebbe dovuto uscire, secondo il programma originale, nell'aprile 2020, ma è stato rimandato a data da destinarsi. Il 4 marzo 2020, la MGM e la EON Productions annunciarono di aver posticipato l'uscita di No Time to Die al 12 novembre 2020 nel Regno Unito e al 25 novembre 2020 negli Stati Uniti, per poi successivamente anticiparla di cinque giorni al 20 novembre. Per tali ragioni, anche in Italia l’uscita del film, prevista inizialmente per il 9 aprile 2020, fu posticipata alla stessa data del Regno Unito.
Nonostante il lancio agli inizi di settembre di un secondo trailer che avrebbe potuto confermare l’uscita del film a novembre, il 2 ottobre 2020, la EON Production di congiunto con la MGM annunciò lo spostamento definitivo dell’uscita della pellicola in tutto il mondo al 2 aprile 2021.
Malgrado l'annuncio della nuova data di uscita, il 23 ottobre 2020 lo sceneggiatore e critico Drew McWeeny, fonte solitamente vicina all'industria cinematografica, riporta sulla sua pagina Twitter un’indiscrezione circa un eventuale passaggio del film direttamente in streaming (come avvenuto per la versione live action di Mulan su Disney+) e su un'attivazione delle due note società del settore (Apple TV+ e Netflix) per aggiudicarsi la distribuzione digitale su una delle rispettive piattaforme. Tale indiscrezione fu però prontamente smentita da MGM.
Il 21 gennaio 2021, l'uscita del film nei cinema non solo in Italia, ma in tutto il mondo, è stata spostata definitivamente all'8 ottobre 2021. Tale decisione è stata presa sia per garantire alla pellicola un buon successo commerciale del film e per limitare il contagio, sia per la necessità di "aggiornare" le scene contenenti i prodotti degli sponsor che, nel frattempo, sono stati superati per moda o per innovazione tecnologica..

### Edizione italiana

#### Doppiaggio
Il doppiaggio italiano e la sonorizzazione della pellicola sono stati eseguiti dalla CDC Sefit Group. La direzione è di Sandro Acerbo e i dialoghi sono a cura di Cecilia Gonnelli. No Time to Die rappresenta l'ultima volta in sala doppiaggio per Roberto Draghetti, morto un anno prima dell'uscita del film.

## Promozione
Il 1º dicembre 2019 è stato distribuito il primo teaser trailer della pellicola; in tale occasione, è stata annunciata anche la data di pubblicazione del trailer, avvenuta il 4 dicembre.
Il 3 settembre 2020 è stato diffuso un secondo trailer che avrebbe dovuto confermare l'uscita del film per il 12 novembre 2020, data anche questa posticipata al 2021 a causa dell’imperversare della pandemia.
In occasione del Gran Premio d'Italia 2021 di Formula 1 (9-12 settembre), la scuderia inglese Aston Martin F1 ha annunciato che avrebbe preso parte alle prove e alla gara utilizzando una speciale livrea per le sue monoposto, con l’obiettivo di sponsorizzare il film in vista dell’imminente uscita nelle sale cinematografiche di tutto il mondo.

## Accoglienza

### Incassi
La pellicola ha incassato 774153007 $ dollari in tutto il mondo, diventando il quarto maggiore incasso del 2021 e superando Fast & Furious 9 - The Fast Saga.
In Italia ha incassato 8 milioni di euro, di cui 2,5 milioni nei primi tre giorni di programmazione.

## Riconoscimenti
- 2022 - Premio Oscar[70]
  - Migliore canzone a Billie Eilish e Finneas O'Connell per No Time to Die
  - Candidatura per i migliori effetti speciali a Charlie Noble, Joel Green, Jonathan Fawkner e Chris Corbould
  - Candidatura per il miglior sonoro a Simon Hayes, Oliver Tarney, James Harrison, Paul Massey e Mark Taylor
- 2022 - Golden Globe[71]
  - Migliore canzone originale a Billie Eilish e Finneas O'Connell per No Time to Die[72]
- 2022 - Premio BAFTA[73]
  - Miglior montaggio a Tom Cross e Elliot Graham
  - Candidatura per il miglior film britannico
  - Candidatura per la migliore fotografia a Linus Sandgren
  - Candidatura per il miglior sonoro a James Harrison, Simon Hayes, Paul Massey, Oliver Tarney e Mark Taylor
  - Candidatura per i migliori effetti speciali a Mark Bakowski, Chris Corbould, Joel Green e Charlie Noble
- 2021 - Grammy Award[74]
  - Miglior canzone per arti visive a Billie Eilish e Finneas O'Connell per No Time to Die
- 2022 - Screen Actors Guild Award[75]
  - Migliori controfigure cinematografiche
- 2022 - Costume Designers Guild Awards[76]
  - Candidatura per Excellence in Contemporary Film a Suttirat Anne Larlab
- 2022 - ACE Eddie Awards[77]
  - Candidatura per Best Edited Feature Film – Dramatic a Suttirat Anne Larlab, Tom Cross ed Elliot Graham
- 2022 - Critics' Choice Super Awards
  - Miglior film
  - Miglior attore action a Daniel Craig
  - Candidatura per la miglior attrice action ad Ana de Armas